# Municipio de Zumbrota
El municipio de Zumbrota (en inglés: Zumbrota Township) es un municipio ubicado en el condado de Goodhue en el estado estadounidense de Minnesota. En el año 2010 tenía una población de 586 habitantes y una densidad poblacional de 6,49 personas por km².

## Geografía
El municipio de Zumbrota se encuentra ubicado en las coordenadas 44°19′40″N 92°37′00″O / 44.32778, -92.61667. Según la Oficina del Censo de los Estados Unidos, el municipio tiene una superficie total de 90.24 km², de la cual 90,19 km² corresponden a tierra firme y (0,05 %) 0,05 km² es agua.

## Demografía
Según el censo de 2010, había 586 personas residiendo en el municipio de Zumbrota. La densidad de población era de 6,49 hab./km². De los 586 habitantes, el municipio de Zumbrota estaba compuesto por el 96,76 % blancos, el 0,34 % eran afroamericanos, el 1,54 % eran amerindios, el 0,34 % eran asiáticos, el 0,68 % eran de otras razas y el 0,34 % eran de una mezcla de razas. Del total de la población el 1,88 % eran hispanos o latinos de cualquier raza.